# Флаг Тисульского района
Флаг Тисульского муниципального района Кемеровской области Российской Федерации.

## Описание
«Флаг Тисульского района представляет собой рямоугольное зелёное полотнище с соотношением сторон 2:3, имеющее вдоль древка белую полосу шириной в 1/5 от длины полотнища и несущее изображение фигур районного герба (медведь с лампой, солнце и образованная ромбами полоса), выполненные красным, синим, белым и жёлтым цветами. Оборотная сторона зеркально воспроизводит лицевую».